# Mã Hán Thành
Mã Hán Thành (tiếng Trung giản thể: 马汉成, bính âm Hán ngữ: Mǎ Hànchéng, sinh tháng 1 năm 1968, người Hồi) là chính trị gia nước Cộng hòa Nhân dân Trung Hoa. Ông là Ủy viên dự khuyết Ủy ban Trung ương Đảng Cộng sản Trung Quốc khóa XX, hiện là Thường vụ Khu ủy, Bộ trưởng Thống Chiến Khu ủy Ninh Hạ. Ông từng là Phó Chủ tịch Ninh Hạ; Bí thư Thị ủy và Thị trưởng Cố Nguyên.
Mã Hán Thành là đảng viên Đảng Cộng sản Trung Quốc, học vị Cử nhân Kinh tế. Ông có sự nghiệp đều hoạt động ở quê nhà Ninh Hạ của mình.

## Xuất thân và giáo dục
Mã Hán Thành sinh vào tháng 1 năm 1968 tại huyện Đồng Tâm nay thuộc địa cấp thị Ngô Trung, Khu tự trị dân tộc Hồi Ninh Hạ, Cộng hòa Nhân dân Trung Hoa, trong một gia đình người Hồi thuần nông. Ông lớn lên và tốt nghiệp cao trung ở Đồng Tâm, đến năm 1986 thì thi cao khảo và đỗ Học viện Dân tộc Trung ương – nay là Đại học Dân tộc Trung ương – tới Bắc Kinh nhập học từ tháng 9 ở hệ quản lý kinh tế và tốt nghiệp cử nhân đúng chuyên ngành hệ này vào tháng 7 năm 1990. Những năm đại học, ông cũng được kết nạp Đảng Cộng sản Trung Quốc vào tháng 12 năm 1987 ở trường Dân tộc, đến tháng 6 năm 2003, ông tới Trường Đảng Trung ương Đảng Cộng sản Trung Quốc và là nghiên cứu sinh tại chức sau đại học về quản lý kinh tế trong 2 năm cho đến tháng 6 năm 2005.

## Sự nghiệp
Tháng 7 năm 1990, sau khi tốt nghiệp trường Dân tộc ở trung ương, Mã Hán Thành được phân về quê nhà Ninh Hạ công tác ở vị trí cán bộ Phòng Công nghiệp của Ủy ban Kế hoạch thuộc Chính phủ Nhân dân Ninh Hạ. Ngạch cán bộ của ông lần lượt là phó chủ nhiệm khoa viên từ tháng 9 năm 1993, chủ nhiệm khoa viên từ tháng 5 năm 1996, rồi chức nghiệp được thăng cấp làm Phó Trưởng phòng Công nghiệp từ tháng 8 năm 1997. Hai năm sau, ông được điều chuyển làm Phó Chủ nhiệm Văn phòng Ủy ban Kế hoạch, rồi Chủ nhiệm từ tháng 5 năm 2002. Cuối năm 2003, Ủy ban Kế hoạch được cải tổ thành Ủy ban Cải cách và Phát triển Ninh Hạ, ông chuyển sang cơ quan mới làm Chủ nhiệm Văn phòng của ủy ban. Tháng 9 năm 2005, sau khóa học ở Trường Đảng, Mã Hán Thành được điều về thủ phủ Ngân Xuyên làm Chủ nhiệm Ủy ban Quản lý cơ sở hóa chất và năng lượng phía Đông, cấp phó sảnh. Thời kỳ này, ông là Phó Bí thư rồi Bí thư Đảng ủy Ủy ban này từ 2008, và cũng kiêm nhiệm làm Bí thư Huyện ủy của thành phố cấp huyện Linh Vũ giai đoạn 2007–09. Tháng 11 năm 2009, ông được điều tới địa cấp thị Thạch Chủy Sơn, chỉ định vào Ủy ban Thường vụ Thị ủy, được bổ nhiệm làm Phó Thị trưởng, rồi đến tháng 3 năm 2012 thì được bầu làm Phó Bí thư Thị ủy, Bí thư Ủy ban Chính Pháp Thạch Chủy Sơn. Tháng 10 năm 2012, ông được điều sang địa cấp thị Cố Nguyên, giữ vị trí Phó Bí thư Thị ủy, Thị trưởng cho đến cuối năm 2017. Năm 2013, ông ứng cử và trúng cử là đại biểu của Đại hội Đại biểu Nhân dân Toàn quốc khóa XII, nhiệm kỳ 2013–18.
Tháng 1 năm 2018, Mã Hán Thành được bổ nhiệm làm Phó Chủ tịch Ninh Hạ, Thành viên Đảng tổ, và cũng kiêm nhiệm là Thị trưởng Cố Nguyên giai đoạn 2018–21. Ông tiếp tục ứng cử và tái đắc cử là Đại biểu Đại hội Đại biểu Nhân dân toàn quốc khóa XIII nhiệm kỳ 2018–23. Vào tháng 4 năm 2021, ông được bầu vào Ủy ban Thường vụ Khu ủy Ninh Hạ, tiếp tục là Phó Chủ tịch Ninh Hạ, nhận nhiệm vụ Bí thư Thị ủy Cố Nguyên. Đến tháng 3 năm 2022, sau 10 năm ở Cố Nguyên thì ông được miễn nhiệm, phân công là Bộ trưởng Bộ Công tác Mặt trận Thống nhất Khu ủy Ninh Hạ. Cuối năm này, ông là đại biểu của Ninh Hạ dự Đại hội Đảng Cộng sản Trung Quốc lần thứ XX. Trong quá trình bầu cử tại đại hội, ông được bầu là Ủy viên dự khuyết Ủy ban Trung ương Đảng Cộng sản Trung Quốc khóa XX.